# Dale Parker
Dale Parker (né le 12 mai 1992 à Mount Barker, en Australie-Méridionale) est un coureur cycliste australien. Il évolue de 2011 à fin mars au sein 2012 au sein de l'équipe Bontrager Livestrong.

## Biographie
Dale Parker est né à Mount Barker, une petite ville au sud d'Adélaïde. Il participe à ses premières compétitions à l'âge de 12 ans. En 2009, il le Central Districts Cycling Club d'Adélaïde et parvient à se classer 3e des championnats d'Australie de cyclisme sur piste lors de l'omnium en catégorie junior. L'année suivante, toujours en catégorie junior, il s'illustre en remportant trois épreuves des championnats nationaux, et décroche même le titre de champion d'Australie de poursuite par équipes en catégorie élite. Il bat notamment le record du monde de poursuite junior lors de son championnat national.
Il intègre en 2011 l'équipe Trek Livestrong U23 et quitte ainsi l'Australie pour les États-Unis. Il effectue au cours de la saison un stage dans l'équipe RadioShack mais met un terme définitif à sa carrière en 2012. Il déclare en effet avoir « perdu la passion de son sport ».

## Palmarès sur piste

### Championnats du monde juniors
- Moscou 2009
  -  Médaillé d'argent de la poursuite par équipes juniors
- Montichiari 2010
  -  Médaillé d'argent de la poursuite juniors

### Championnats d'Australie
- 2009
  - 3e de la poursuite par équipes
  - 3e de l'omnium juniors
- 2010
  -  Champion d'Australie de poursuite par équipes
  -  Champion d'Australie de poursuite juniors
  -  Champion d'Australie d'omnium juniors
  - 3e de la course à points juniors

## Palmarès sur route
- 2010
  -  Champion d'Australie du contre-la-montre juniors
  - 2e du championnat d'Australie sur route juniors
  - 4e du championnat du monde du contre-la-montre juniors
- 2011
  - 3e étape du Tour of the Gila
  - Tour de Tasmanie :
    - 1re étape (contre-la-montre par équipes)
    - 4e du classement général

  - 2e du Tour of the Gila